# Solemont
Solemont é uma comuna francesa na região administrativa de Borgonha-Franco-Condado, no departamento de Doubs. Estende-se por uma área de 8,09 km². Em 2010 a comuna tinha 149 habitantes (densidade: 18,4 hab./km²).